# Sociedad Meteorítica
La Sociedad Meteorítica (en inglés: Meteoritical Society) es una organización internacional sin ánimo de lucro fundada en 1933 para promover la investigación y la educación de la ciencia planetaria y, en especial, el estudio de meteoritos y otros materiales extraterrestres que nos permiten tener un mejor conocimiento del origen y la historia del Sistema Solar. La sociedad está compuesta por más de 900 científicos y entusiastas amateur de más de 33 países que están interesados en un amplio rango de temas sobre ciencias planetarias. Los intereses de los miembros incluyen meteoritos, polvo cósmico, asteroides y cometas, satélites naturales, planetas, impactos y los orígenes del Sistema Solar.
La Meteoritical Society es la organización que recoge todos los meteoritos conocidos en su Metoeritical Bulletin. La sociedad también publica una de las más importantes revistas científicas sobre ciencia planteria, la Meteoritics & Planetary Science, y es un miembro participante junto con la Geochemical Society de la revista Geochimica et Cosmochimica Acta.
La sociedad otorga seis premios cada año:
- La Medalla Leonard, otorgada desde 1966 en honor del primer presidente de la sociedad, Frederick C. Leonard, se da a la excelente contribución a la ciencia de los meteoritos y otros campos cercanos.
- La Medalla Barringer, otorgada desde 1984 y patrocinada conjuntamente con la Barringer Crater Company, reconoce el excelente trabajo en el campo de los cráteres de impacto o en aquellos trabajos que permitan tener un mejor conocimiento del fenómeno de impacto. El nombre del premio viene dado por el Dr. Moreau Barringer y su hijo D. Moreau Barringer Jr, ambos geólogos.
- La Medalla Paul Pellas-Graham Ryder, patrocinada conjuntamente con la División Planetaria Geológica de la Sociedad Geológica de América, es dada a aquellos estudiantes o titulados universitarios que sean primer autor de un artículo científico sobre ciencia planetaria y haya sido publicado en una revista científica. Este premio se otorga desde 2000, y su nombre viene por el experto en meteoritos Paul Pellas y el científico lunar Graham Ryder.

- El Premio Nier reconoce la excelencia en la investigación de meteoritos o campos afines por debajo de la edad de 35 años. Se otorga desde 1996 en honor del físico y geoquímico Alfred Nier.

- El Premio a la contribución a la Sociedad de Meteoritos es para los miembros que hayan promovido los objetivos de la sociedad de promover la investigación y la educación de meteoritos y ciencia. El primer premio se dio en 2006.

- El Premio Gordon A. McKay para la mejor presentación oral por un estudiante durante el encuentro anual de la sociedad. Se otorga en honor del científico planetario Gordon A. McKay. El primero fue entregado en 2009.

La Sociedad de Meteoritos celebra un encuentro anual durante el verano, que generalmente alterna entre América del Norte y Europa. También han celebrado encuentros en Sudáfrica, Australia, Brasil y Japón.